# We Need a Resolution
We Need a Resolution är den första singeln från Aaliyahs tredje studioalbum, Aaliyah (2001), släppt den 24 april 2001. Låten skrevs av Steve "Static" Garrett och Timbaland som också producerade den. Låten såg en medial framgång på listorna världen över.

## Musikvideo
Musikvideon för singeln regisserades av Paul Hunter och hade premiär på BET:s 106 & Park och MTV:s TRL den 26 april 2001. 
Videon börjar med Aaliyah som sitter i en futuristisk hiss-liknande anordning som åker upp ur ett bottenlöst hål (Detta klipp visas fler gånger under videons gång som också slutar med samma klipp). I nästa scen syns sångerskan i ett mörkt rum där hon bär en mörk klänning. Hon framför den första versen från en TV i samma rum. När melodin börjar syns hon ligga på en glas-säng med hörlurar på. I mitten av låten syns hon med levande ormar runt sig. Timbaland visas sedan i ännu ett mörkt rum där han bär solglasögon medan han rappar sina verser. Allt eftersom videon fortsätter dansar Aaliyah med bakgrundsdansare. 

## Format och innehållsförteckningar
UK CD Single
1. "We Need a Resolution" (Album Version feat. Timbaland) - 4:03
2. "Messed Up" (Non-UK Album Track) - 3:37
3. "Are You Feelin' Me?" (from Romeo Must Die) - 3:11
4. "We Need a Resolution" (Enhanced Video) - 4:04

US CD and 12" Single
1. "We Need a Resolution" (Album Version feat. Timbaland) - 4:02
2. "We Need a Resolution" (No Rap Version) - 3:54
3. "We Need a Resolution" (Instrumental) - 4:02
4. "We Need a Resolution" (A Cappella feat. Timbaland) - 4:04

UK 12" Single
1. "We Need a Resolution" (Album Version feat. Timbaland) - 4:02
2. "We Need a Resolution" (Instrumental) - 4:02
3. "Messed Up" (Non-UK Album Track) - 3:37

US 7" Single
1. "We Need a Resolution" (Album Version feat. Timbaland) - 4:03
2. "We Need a Resolution" (Instrumental) - 4:03

## Listor
| Chart (2001)                    | Peak position |
| ------------------------------- | ------------- |
| Billboard Hot 100               | 59            |
| Hot 100 Airplay                 | 50            |
| Latin Tropical/Salsa Airplay    | 31            |
| Billboard Hot R&B/Hip-Hop Songs | 15            |
| Rhythmic Top 40                 | 38            |
| UK Singles Chart                | 20            |